# Otto Beckmann
Otto Beckmann, fue un escultor austriaco, nacido el 5 de mayo de 1908 en Vladivostok, Rusia y fallecido el 13 de febrero de 1997 en Viena , a los 88 años. Es uno de los pioneros del arte de los nuevos medios y del arte digital.